# .gl
.gl è il dominio di primo livello nazionale assegnato alla Groenlandia.

## Domain hack
Nel 2009 Google ha lanciato il servizio di abbreviazione degli URL Google URL Shortener all'indirizzo goo.gl. Nel 2019 il servizio è stato interrotto.
Nel 2013 The Pirate Bay ha registrato il dominio thepiratebay.gl, venendo tuttavia sospeso da Tele-Post dopo poche ore.